# 미에현
미에현(일본어: 三重県)은 일본에서 가장 큰 반도인 이세반도 동부에 있으며 주부 지방과 긴키 지방 사이에 위치하는 현이다. 현청은 쓰시에 있다.
에도 시대부터 이세 참배라는 이름으로 알려진 이세 신궁을 껴안은 지역으로서 발전했다. 율령국에서는 이세국·시마국·이가국 전역과 기이국(당시에는 구마노국)의 일부이며 합계 4개국으로 구성된다. 포괄하는 구 율령국의 수는 7개국을 포괄하는 효고현에 뒤잇는다. 호쿠세, 이가, 나카세, 난세(이세시마), 히가시키슈의 5개 지역으로 구분된다.

## 역사

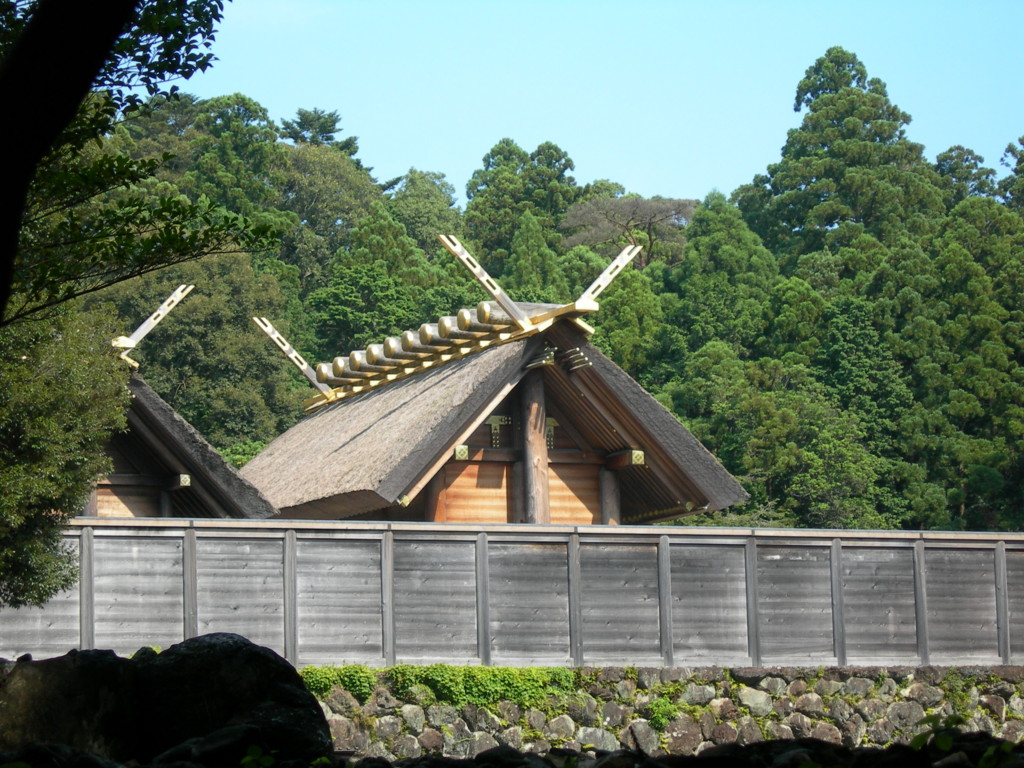
이세 신궁

미에현이 사람이 거주했던 증거는 1만 년 전으로 거슬러 올라간다. 조몬 시대와 야요이 시대에 이 지역의 강과 해안을 따라 농업 사회가 형성되기 시작했다. 이세 신궁은 야요이 시대에 세워진 것으로 여겨지고 7세기에 현재의 메이와정에 재궁(斎宮)이 세워졌으며 둘 다 재왕(斎王)을 위한 주거와 행정의 중심지 역할을 했다.
에도 시대(江戸時代)에는 시마번(志摩藩), 이가번(伊賀藩), 이세번(伊勢藩)으로 나뉘어 있었다. 도카이도, 이세 가도와 같은 교통망이 건설되었다. 오미나토, 구와나, 아노쓰 같은 항구 마을과 역참, 성시가 번영하였다.
메이지 유신 이후 예전의 이세국, 시마국, 이가국과 기이국의 동부는 여러번 재편되었다. 1871년에 기소 3강부터 오늘날의 쓰시 북쪽까지의 지역은 아노쓰현이 되었고 남쪽 지역은 와타라이현이 되었다. 1872년에 아노쓰현의 현청 소재지는 쓰시에서 욧카이치시로 이동했고 미에현으로 개칭되었다. 이듬해에 현청 소재지는 다시 쓰시로 옮겨졌고 1876년에 남쪽으로 이웃한 와타라이현과 합병해 현재의 미에현이 성립되었다.
1959년에 일본 역사상 가장 강력한 태풍인 이세만 태풍이 불어 미에현의 대부분이 파괴되고 많은 사람들이 사망했다. 경작지는 황폐해지고 방파제는 파괴되었으며 도로와 철도는 심각한 피해를 입었고 많은 사람들이 다치거나 집을 잃었다.

## 지리
미에현은 기이반도(紀伊半島)의 동부에 있어 아이치현, 기후현, 시가현, 교토부, 나라현, 와카야마현과 접하고 있다. 일본의 전통적인 지방 구분으로는 긴키 지방에 속한다. 이 지방 구분은 메이지 시대부터 사용되었으며 현재도 학교에서 가르치고 있다.
그러나 미에현은 방언은 교토, 오사카 등과 같은 긴키 방언을 사용하지만 경제적으로는 일부 지역을 제외하고 나고야시의 영향력이 강하며, 특히 북부의 구와나시(桑名市) 등은 나고야시의 위성 도시가 되어 있다. 따라서 미에현은 긴키 지방에 속해 있음에도 불구하고 나고야시를 중심으로 한 도카이 지방에도 포함된다.
미에현은 남북 길이는 170km, 동서 길이는 80km이며 지리적으로 5개의 지역으로 구분된다. 미에현의 북반부는 이세만 연안에 평야가 펼쳐지고 있으며 거기에 인구가 집중하고 있다. 북서부에는 스즈카산맥이 이어지고 있고, 남부는 산과 바다가 접하는 리아스식 해안이 펼쳐지고 있다. 2000년 조사에서 미에현의 지형 구분은 삼림이 64.8%, 농지가 11.5%, 주택지가 6.0%, 길이 3.8%, 강이 3.6%가 되어 있다.

## 지역

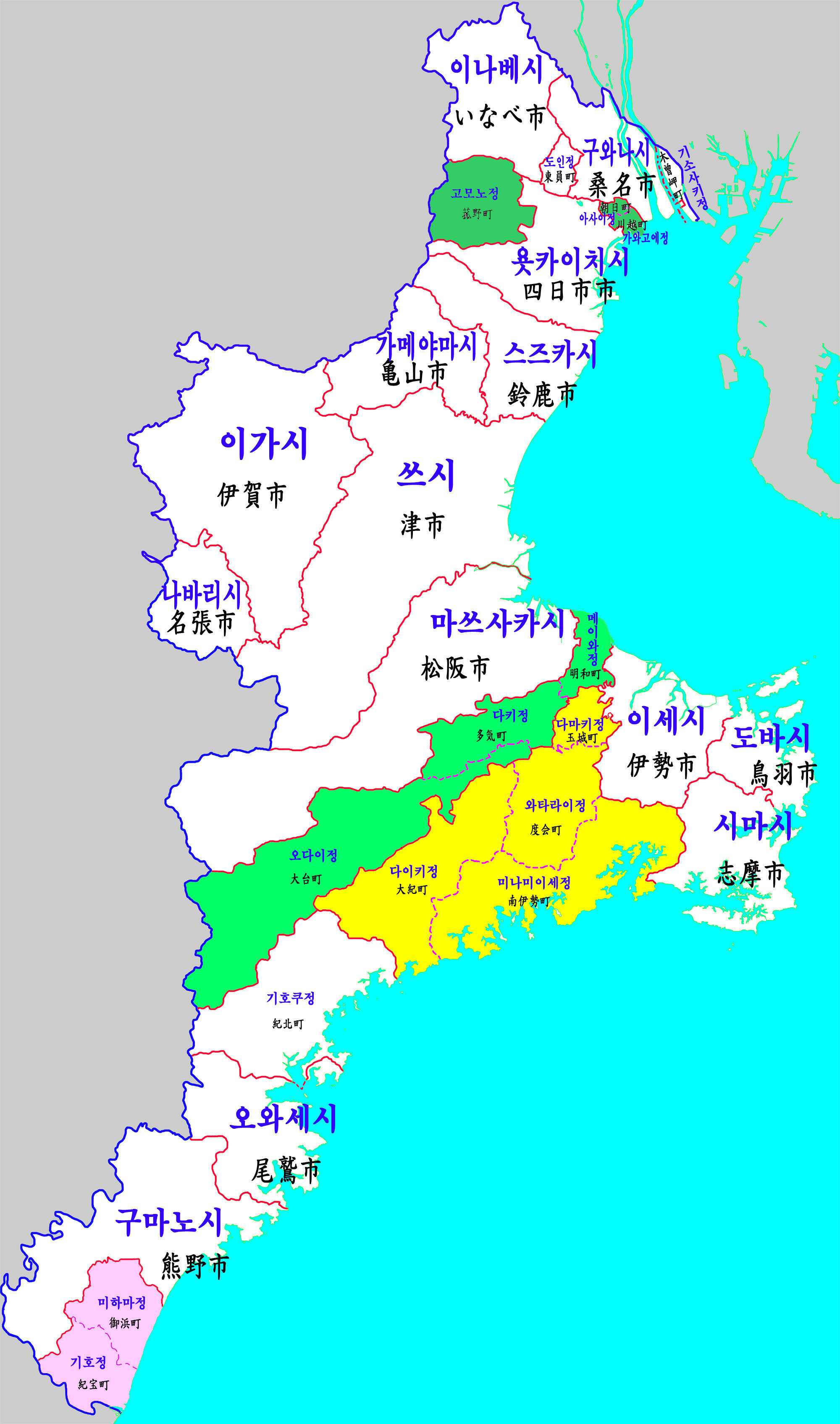
미에현의 지도

미에현에는 2003년 11월까지 기초자치단체인 시정촌(市町村)이 69개(시 13개, 정 47개, 촌 9개)가 있었으나, 일본 전국에서 진행 중인 시정촌 통합 흐름에 따라 2006년 1월까지 29개(시 14개, 정 15개)으로 감소되었고, 촌은 없어졌다.
미에현에서는 과거의 율령국를 기본으로 한 지역 구분을 사용한다. 이세국(伊勢國)이었던 지역에서는 그 두문자인 "勢"(세이)자에 방위를 붙인 호쿠세이 지역(北勢), 주세이 지역(中勢), 난세이 지역(南勢)으로 나누고, 이가국(伊賀國)이었던 지역은 이가 지역, 기이국(紀伊國)이던 지역은 히가시키슈 지역(東紀州)이라고 한다. 시마국(志摩國)였던 지역은 "난세이 지역"에 포함된다.

### 호쿠세이 지역
- 구와나시(桑名市)
- 이나베시(いなべ市)
- 욧카이치시(四日市市)
- 스즈카시(鈴鹿市)
- 가메야마시(亀山市)
- 구와나군(桑名郡)
  - 기소사키정(木曾岬町)
- 이나베군(員弁郡)
  - 도인정(東員町)
- 미에군(三重郡)
  - 고모노정(菰野町), 아사히정(朝日町), 가와고에정(川越町)

### 주세이 지역
- 쓰시(津市, 현청 소재지)

2006년 1월 1일에 쓰시와 히사이시(久居市), 아게군(安芸郡) 가와게정(河芸町), 게이노정(芸濃町), 미사토촌(美里村), 아노우정(安濃町), 이치시군(一志郡) 가라스정(香良洲町), 이치시정(一志町), 하쿠산정(白山町), 미스기촌(美杉村)이 통합하여 새로운 쓰시가 발족했다.

### 난세이 지역
- 마쓰사카시(松阪市)
- 이세시(伊勢市)
- 도바시(鳥羽市)
- 시마시(志摩市)
- 다키군(多気郡)
  - 다키정(多気町), 메이와정(明和町), 오다이정(大台町)
- 와타라이군(度会郡)
  - 다마키정(玉城町), 와타라이정(度会町), 다이키정(大紀町), 미나미이세정(南伊勢町)

### 이가 지역
- 나바리시(名張市)
- 이가시(伊賀市)

### 히가시키슈 지역
- 오와세시(尾鷲市)
- 구마노시(熊野市)
- 기타무로군(北牟婁郡)
  - 기호쿠정(紀北町)
- 미나미무로군(南牟婁郡)
  - 미하마정(御浜町), 기호정(紀宝町)

## 인구
| · 미에현의 인구추이              | |
| 일본 총무성 통계국 국세조사 결과 | |
|                                  | 기술적 문제로 인해 그래프를 일시적으로 사용할 수 없습니다. 파브리케이터와 미디어위키 위키에 더 자세한 정보가 있습니다. |

## 경제
미에현은 전통적으로 도카이도와 이세 순례길이 지나는 덕분에 서일본과 동일본의 연결 고리 역할을 해 왔다. 이세 노끈, 요카이치 도기, 스즈카 먹, 이가 도기, 이세 염색과 같은 전통 수공업이 번창하였다. 현의 65%가 숲으로 이루어져 있고 1000km가 넘는 해안선을 가지고 있어 임업과 어업이 발달하였다. 또한 미에현은 차, 소고기, 진주, 귤 등을 생산한다.
미에현 북쪽에는 주로 차량과 배와 같은 운송 장비업과 석유 정제업과 같은 중화학 공업의 수많은 제조업 공장들이 입지해 있다. 이와 함께 미에현의 산업은 반도체, 액정 디스플레이와 같은 첨단 산업으로도 확장되고 있다.

## 생활
기이반도 동안에 위치하고, 동쪽으로 이세만, 남쪽으로는 태평양에 면한다. 해안은 전형적인 리아스식 해안을 이루며, 어업이 발달하였다. 이곳에서는 전갱이·정어리·가자미·방어·가다랭이·다랑어 잡이와 진주·김·조개 등의 양식이 이루어진다.

## 교통

### 철도
- 도카이 여객철도
  - 간사이 본선
  - 기세이 본선
  - 산구선
  - 메이쇼선

- 서일본 여객철도
  - 간사이 본선
  - 구사쓰선

- 긴키 닛폰 철도
  - 나고야선
  - 오사카선
  - 야마다선
  - 도바선
  - 시마선
  - 유노야마선
  - 우쓰베선
  - 하치오지선
  - 스즈카선

- 요로 철도
  - 요로선

- 이가 철도
  - 이가선

- 이세 철도
  - 이세선

- 산기 철도
  - 산기선
  - 호쿠세이선

### 도로
- 고속도로
  - 신메이신 고속도로
  - 히가시메이한 자동차도(일본어판)
  - 이세 만안 자동차도(일본어판)
  - 이세 자동차도(일본어판)
  - 기세이 자동차도(일본어판)
- 국도
  - 국도 1호선
  - 국도 23호선
  - 국도 25호선
  - 국도 42호선
  - 국도 제163호선 (일본)(일본어판)
  - 국도 164호선
  - 국도 제165호선 (일본)(일본어판)
  - 국도 167호선
  - 국도 제258호선 (일본)(일본어판)
  - 국도 제306호선 (일본)(일본어판)
  - 국도 제311호선 (일본)(일본어판)
  - 국도 제421호선 (일본)(일본어판)
  - 국도 제422호선 (일본)(일본어판)

## 자매 주
- 브라질 상파울루주
- 중화인민공화국 허난성
- 스페인 발렌시아 지방